# Estación de Zele
La estación de Zele es una estación de tren belga situada en Zele, en la provincia de Flandes Oriental, región Flamenca.
Pertenece a la línea  de S-Trein Antwerpen.

## Situación ferroviaria
La estación se encuentra en la línea línea 57 (Aalst-Lokeren).

## Intermodalidad
| Zele Station                                                                        |                 |
| Autobuses de Flandes Oriental                                                       |                 |
| ----------------------------------------------------------------------------------- | --------------- |
| \| Línea \| Recorrido \| \| ----- \| --------------- \| \| 36 \| Zele ↔ De Pinte \| |                 |
| Línea                                                                               | Recorrido       |
| 36                                                                                  | Zele ↔ De Pinte |